# Romanisation du grec

## Romanisation générale
Pour le grec moderne, le système qui se rapproche le plus de la prononciation grecque est celui de « BGN/PCGN » de 1962, abandonné par ces institutions en 1996.
Ce tableau fait la liste de plusieurs principes de transcription du grec vers l'alphabet latin. 
| Grec                      | Grec ancien  | Grec ancien  | Grec ancien | Grec moderne                               | Grec moderne                               | Grec moderne                               |
| Grec                      | Traditionnel | Scientifique | Beta Code   | BGN/PCGN                                   | Nations unies/ELOT                         | Greeklish                                  |
| ------------------------- | ------------ | ------------ | ----------- | ------------------------------------------ | ------------------------------------------ | ------------------------------------------ |
| α (Α)                     | a            | a            | A           | a                                          | a                                          | a                                          |
| β (Β)                     | b            | b            | B           | v                                          | v                                          | b, v                                       |
| γ (Γ)                     | g            | g            | G           | g, y                                       | g                                          | g, y                                       |
| δ (Δ)                     | d            | d            | D           | dh, d                                      | d                                          | d, dh                                      |
| ε (Ε)                     | e            | e            | E           | e                                          | e                                          | e                                          |
| ζ (Ζ)                     | z            | z, dz        | Z           | z                                          | z                                          | z, s                                       |
| η (Η)                     | e            | ê/ē          | H           | i                                          | i                                          | h, i, n                                    |
| θ (Θ)                     | th           | th           | Q           | th                                         | th                                         | th, u,8, 9, 0                              |
| ι (Ι)                     | i            | i            | I           | i                                          | i                                          | i                                          |
| κ (Κ)                     | c            | k            | K           | k                                          | k                                          | k, c                                       |
| λ (Λ)                     | l            | l            | L           | l                                          | l                                          | l                                          |
| μ (Μ)                     | m            | m            | M           | m                                          | m                                          | m                                          |
| ν (Ν)                     | n            | n            | N           | n                                          | n                                          | n, v                                       |
| ξ (Ξ)                     | x            | x            | C           | x                                          | x                                          | ks, 3, x                                   |
| ο (Ο)                     | o            | o            | O           | o                                          | o                                          | o                                          |
| π (Π)                     | p            | p            | P           | p                                          | p                                          | p, n                                       |
| ρ (Ρ)                     | r            | r            | R           | r                                          | r                                          | r, p                                       |
| σ, ς (Σ)                  | s            | s            | S           | s                                          | s                                          | s                                          |
| τ (Τ)                     | t            | t            | T           | t                                          | t                                          | t                                          |
| υ (Υ)                     | y            | u            | U           | i                                          | y                                          | y, u, i                                    |
| φ (Φ)                     | ph           | ph           | F           | f                                          | f                                          | f, ph                                      |
| χ (Χ)                     | ch           | ch/kh        | X           | kh                                         | ch                                         | ch, x, h                                   |
| ψ (Ψ)                     | ps           | ps           | Y           | ps                                         | ps                                         | ps, y                                      |
| ω (Ω)                     | o            | ô/ō          | W           | o                                          | o                                          | w, o                                       |
| Combinaisons de voyelles  |              |              |             |                                            |                                            |                                            |
| αι (ΑΙ)                   | æ, e         | ai           | AI          | e                                          | ai                                         | ai, e                                      |
| αυ (ΑΥ)                   | au           | au           | AU          | av                                         | av , af                                    | ay, au, af, av                             |
| ει (ΕΙ)                   | i/e          | ei           | EI          | i                                          | ei                                         | ei, i                                      |
| ευ (ΕΥ)                   | eu/ev        | eu           | EU          | ev                                         | ev, ef                                     | ey, eu, ef, ev                             |
| ηυ (ΗΥ)                   | eu/ev        | êu/ēu        | HU          | iv                                         | iv, if                                     | hy, hu, if, iv                             |
| οι (ΟΙ)                   | œ, e         | oi           | OI          | oi                                         | oi                                         | oi, i                                      |
| ου (ΟΥ)                   | u/ou         | ou           | OU          | ou                                         | ou                                         | ou, u, oy                                  |
| υι (ΥΙ)                   | ui           | ui           | UI          | i                                          | yi                                         | yi, gi, i                                  |
| Combinaisons de consonnes |              |              |             |                                            |                                            |                                            |
| γγ (ΓΓ)                   | ng           | ng           | GG          | ng                                         | ng                                         | gg, gk, ng                                 |
| γξ (ΓΞ)                   | nx           | nx           | GC          | nx                                         | nx                                         | gks, gx                                    |
| γκ (ΓΚ)                   | nk           | nk           | GK          | g, ng                                      | gk                                         | gk                                         |
| γχ (ΓΧ)                   | nch          | nch          | GX          | nkh                                        | nch                                        | nx, nch                                    |
| μπ (ΜΠ)                   | mp           | mp           | MP          | b, mb                                      | b, mp                                      | mp, b, mb                                  |
| ντ (ΝΤ)                   | nt           | nt           | NT          | d, nd                                      | nt                                         | nt, d, nd                                  |
| Diacritiques              |              |              |             |                                            |                                            |                                            |
| ̔ (esprit rude)            | h            | h            | (           | N'existe plus en grec moderne depuis 1982. | N'existe plus en grec moderne depuis 1982. | N'existe plus en grec moderne depuis 1982. |
| ̓ (esprit doux)            | néant        | néant        | )           | N'existe plus en grec moderne depuis 1982. | N'existe plus en grec moderne depuis 1982. | N'existe plus en grec moderne depuis 1982. |
| ͅ (iota souscrit)          | néant        | i            | \|          | N'existe plus en grec moderne depuis 1982. | N'existe plus en grec moderne depuis 1982. | N'existe plus en grec moderne depuis 1982. |
| ´ (accent aigu)           | néant        | ´            |             | ´                                          | ´                                          | ´                                          |
| ` (accent grave)          | néant        | `            |             | N'existe plus en grec moderne depuis 1982. | N'existe plus en grec moderne depuis 1982. | N'existe plus en grec moderne depuis 1982. |
| ῀ (accent circonflexe)    | néant        | ^            |             | N'existe plus en grec moderne depuis 1982. | N'existe plus en grec moderne depuis 1982. | N'existe plus en grec moderne depuis 1982. |
| ¨ (tréma)                 | ¨            | ¨            |             | ¨                                          | ¨                                          | ¨                                          |
| Lettres obsolètes         |              |              |             |                                            |                                            |                                            |
| ϝ (Ϝ) (digamma)           | w            | w            | V           |                                            |                                            |                                            |
| ϛ (Ϛ) (stigma)            | st           | st           | #2          |                                            |                                            |                                            |
| ͱ (Ͱ) (hêta)              | h            | h            |             |                                            |                                            |                                            |
| ϳ (Ϳ) (yot)               | j            | j            |             |                                            |                                            |                                            |
| ϻ (Ϻ) (san)               | s, ś         | s, ś         | #711        |                                            |                                            |                                            |
| ϙ (Ϙ) (koppa)             | q            | q            | #3          |                                            |                                            |                                            |
| ͳ (Ͳ) (sampi)             | ss           | ss           | #5          |                                            |                                            |                                            |
| ϸ (Ϸ) (cho)               | sh           | sh           |             |                                            |                                            |                                            |

## Diacritiques
Le grec ancien était une langue polytonique. Au fil des siècles, la prononciation a évolué, rendant la plupart des diacritiques inutiles, sans que le sens d'un mot en soit changé. En 1982, l’orthographe monotonique est officiellement introduite pour le grec moderne. Les seuls signes diacritiques conservés sont l’accent aigu (qui indique l’accent tonique) et le tréma (qui indique que deux voyelles consécutives ne doivent pas être combinées). L’accent aigu et le tréma sont restitués dans les  systèmes de romanisation de BGN/PCGN et des Nations unies UN/ELOT. Une seule exception : dans les combinaisons de voyelles αυ, ευ et ηυ l’accent passe du υ (qui devient v ou f) à la voyelle précédente.